# NGC 4155
NGC 4155 is een elliptisch sterrenstelsel in het sterrenbeeld Hoofdhaar. Het hemelobject werd op 6 april 1885 ontdekt door de Amerikaanse astronoom Lewis A. Swift.

## Synoniemen
- UGC 7172
- MCG 3-31-58
- ZWG 98.82
- PGC 38761